# ایزوموزاکی، نیگاتا
ایزوموزاکی، نیگاتا (به لاتین: Izumozaki, Niigata) یک منطقهٔ مسکونی در ژاپن است که در استان نیگاتا واقع شده‌است. ایزوموزاکی ۴۴٫۳۸ کیلومترمربع مساحت و ۴٬۴۷۶ نفر جمعیت دارد.